# The Frustrated
The Frustrated es el noveno álbum de la banda de JRock-Pop GLAY. Fue lanzado el 24 de marzo de 2004, y alcanzó el puesto #2 en el ranking de Oricon, con 241 485 copias vendidas. Fue certificado Platino por la Asociación de la Industria de Grabación de Japón (RIAJ).

## Lista de canciones
1. High Communications
2. The Frustrated
3. All I Want
4. Beautiful Dreamer
5. Blast
6. Ano Natsu Kara Ichiban Tooi Basho (あの夏から一番遠い場所?)
7. Mugen no déjà vu Kara (無限のdéjà vuから)
8. Toki no Shizuku (時の雫)
9. Billionaire Champagne Miles Away
10. Coyote, Colored Darkness
11. Bugs In My Head
12. Runaway Runaway
13. Street Life
14. Minamigochi (南東風（みなみごち）)